# سوق مثالية

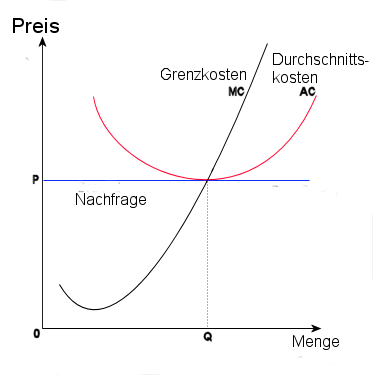

السوق المثالية (بالإنجليزية: Perfect market)‏ في علم الاقتصاد، وتحديداً نظرية التوازن العام، المعروف أيضًا باسم السوق الذري، بعدة شروط مثالية، تسمى بشكل جماعي المنافسة الكاملة أو المنافسة الذرية. في النماذج النظرية حيث تثبث ظروف مثالية عقد المسابقة هو أن السوق سوف يتوصل إلى توازن فيه الكمية المعروضة لكل منتج أو خدمة، بما في ذلك العمل، يساوي كمية طالب في الحالي سعر. هذا التوازن يكون أمثلية باريتو. ويشترط في تعريفها ما يلي:
- توفر المعلومات عن السوق المثالية
- عدم تحديد أسعار منافسة لعدم وجود مفهوم رواد للسوق
- حرية الدخول إلى السوق والخروج منه
- سهولة الحصول على تقنية الإنتاج بشكل متساو